# مطار قرضو
مطار Qardho (إياتا: GSR، إيكاو: HCMG) هو مطار يخدم مدينة قرضو مركز محافظة كركار (باري سابقا) في ولاية بونتلاند شمال شرق الصومال.

## نظرة عامة
يقع المطار على ارتفاع 2,632 قدم (802 م) فوق مستوى سطح البحر، وله مدرج يبلغ ارتفاعه 1,600 متر (5,249 قدم).
في أواخر سبتمبر 2013 أعلن نائب وزير الطيران المدني في بونتلاند عبد الخالق جيلي أن السلطات في ولاية بونتلاند المتمتعة بالحكم الذاتي في الصومال ستبدأ أعمال ترميم في مطار قرضو، إضافة إلى مطارات مطار جروي وعبد الله يوسف في جالكايو، كما أطلقت الولاية مناقصة لمشروع تطوير مطار بندر قاسم الدولي في بوصاصو . 